# Łabędy (Gliwice)
Łabędy (niem. Laband) – dzielnica miasta Gliwice od 1964 roku. W latach 1945–1954 siedziba wiejskiej gminy Łabędy, a w latach 1954–1964 samodzielne miasto.

## Informacje ogólne
Dzielnica dzieli się na: Łabędy, Stare Łabędy, Niepaszyce, Przyszówkę oraz Kuźnicę.
30 czerwca 2018 roku dzielnicę zamieszkiwało 14 917 mieszkańców, a na jej terenie działa Rada Osiedla Łabędy.
Łabędy położone są w dolinie rzeki Kłodnicy, w środkowym jej biegu z Katowic do Koźla. Przez dzielnicę przebiega również Kanał Gliwicki.
Na jej terenie znajduje się Port Gliwice oraz śluza Łabędy, Zakłady Mechaniczne Bumar Łabędy, Huta Łabędy i Walcownia Metali Łabędy oraz osiedle mieszkaniowe Kosmonautów i Literatów. Na terenie Niepaszyc znajduje się Katowicka Specjalna Strefa Ekonomiczna – Podstrefa Gliwice Obszar Północny.

## Nazwa
Nazwa nie ma jednoznacznej toponimii i istnieje kilka teorii na ten temat. Pierwsza wywodzi ją od przebywających w dawnych czasach na tych terenach licznych stad łabędzi. Według niej nazwa wywodzi się od polskiej nazwy tego ptaka z rodziny Cygnus. Polską nazwę Łabędy wywiedzioną od nazwy „łabędź – Schwan” oraz niemiecką Laband wymienia w 1896 roku śląski pisarz Konstanty Damrot w książce o nazewnictwie miejscowym na Śląsku. Kolejna teoria wywodzi ją od wydobywanego tu od starożytności w kamieniołomach kamienia wapiennego o białym kolorze – białe wzgórza to łac. coles labentes.
Z kolei według niemieckiego nauczyciela Heinricha Adamy’ego nazwa miejscowości pochodzi od polskiej nazwy „ława” prostego mebla zbudowanego z kłody drewna. W swoim dziele o nazwach miejscowych na Śląsku wydanym w 1888 roku we Wrocławiu jako najstarszą zanotowaną nazwę miejscowości wymienia on w formie Ława podając jej znaczenie „Bruckensteig (Holzbank)”, czyli po polsku „ława”. Nazwa miejscowości miałaby więc według tego wariantu zostać zniekształcona przez procesy lingwistyczne oraz zmiany historyczne nazwy w wyniku czego „w” w nazwie miało się zmienić na „b”.
W księdze łacińskiej Liber fundationis episcopatus Vratislaviensis (pol. Księga uposażeń biskupstwa wrocławskiego) spisanej za czasów biskupa Henryka z Wierzbna w latach 1295–1305 miejscowość wymieniona jest w zlatynizowanej formie Labant.

## Historia
Najstarsza osada Łabędy, usytuowana pomiędzy Kłodnicą a Dramą, znana była już w 1256 r. Wśród mieszkańców byli m.in. garncarze. W XIV w. tereny Łabęd i sąsiednich Starych Gliwic były najbardziej na wschód wysuniętym fragmentem księstwa strzeleckiego.
W 1401 roku na dokumencie księcia strzeleckiego Bernarda podpis złożył niejaki Ditrich, określony jako właściciel Łabęd. Z kolei na dokumencie tego księcia z 1429 roku widnieje podpis Ulbrechta Kicze von Labut. W 1453 r. jako świadek na dokumencie księcia oleśnickiego Konrada IX Czarnego wystąpił Fryderyk Labud. W XV i XVI w. działały tu już pierwsze zakłady hutnicze.
W 1670 roku wieś nabył Georg Bernhard Welczek (1636-1687), baron von Gross Dubensko und Petersdorf. Był on właścicielem rozległych włości na Górnym Śląsku, obejmujących m.in. Stare Gliwice, Niepaszyce, Zabrze, Pszów, Gierałtowice, Czechowice, Chudów, Paniówki, Orzegów, Szombierki. Do jego spadkobierców Łabędy należały aż do 1945 r. Według opisu miejscowości z 1783 roku w Łabędach znajdował się pański folwark, katolicki kościół i szkoła, 14 gospodarstw kmieci, 21 gospodarstw zagrodniczych oraz 16 chałupniczych. Wieś liczyła 232 mieszkańców.
Przez długi czas Łabędy pozostawały osadą wiejską, będąc od średniowiecza również parafią. Jeszcze w 1830 roku we wsi znajdowały się 64 domy, kościół i szkoła katolicka, gorzelnia oraz browar. Wieś zamieszkiwały 493 osoby, w tym tylko 3 ewangelików i 3 Żydów. W ośrodek przemysłowy rozwinęła się dopiero w połowie XIX w., co znacznie zwiększyło liczbę mieszkańców. Wówczas to w latach 40. gliwicki przemysłowiec Moritz Isaac Caro wybudował tu nowoczesną hutę "Hermina" (której dzisiejszym spadkobiercą jest Huta Łabędy).
W 1894 roku właściciel Łabęd uzyskał tytuł hrabiego. W tym czasie należący do niego majątek (majorat), rozrzucony w kilkunastu miejscowościach Górnego Śląska, liczył 3 122 ha, z czego na same Łabędy przypadało 558 ha (w tym 237 ha pól uprawnych, 78 ha łąk, 20 ha pastwisk, 213 ha lasów, 2 ha stawów oraz 8 ha dróg, placów i innych użytków). W latach 30. XX w. hrabia Johannes Welczek pod budowę Kanału Gliwickiego odsprzedał państwu niemieckiemu część parku, obejmującą tzw. stary zamek oraz część zabudowań gospodarczych. Otrzymał za nie 115 200 marek. Ostatecznie pierwotna siedziba Welczków w Łabędach została wyburzona w marcu 1937 roku. Dziś przez to miejsce przebiega wspomniany Kanał (odcinek tuż poniżej śluzy Łabędy).
Większa część mieszkańców Łabęd mówiła po polsku i czuła się Polakami. W 1919 roku w wyborach komunalnych, na ogólną liczbę 1734 głosów, na listę polską oddano 1320 głosów. Podczas rozbudzania się polskiej świadomości narodowej mieszkańców licznie powstawały organizacje patriotyczne i społeczne. Od 1918 roku działała tu polska Rada Ludowa kierowana przez Amanda Morysa, Franciszka Marka i Ryszarda Itnera. W grudniu 1919 roku reaktywowano w Łabędach Towarzystwo Gimnastyczne „Sokół”, a także Towarzystwo Czytelni Ludowych. W 1920 roku powstało Towarzystwo Polek. Powstał także polski Klub Sportowy „Czuwaj” oraz założona przez Wincentego Mięsoka komórka Polskiej Organizacji Wojskowej Górnego Śląska. W I powstaniu śląskim Łabędy w dniu 23 sierpnia 1919 roku opanowali mieszkańcy należący do Polskiej Organizacji Wojskowej Górnego Śląska.
Podczas plebiscytu w marcu 1921 roku, na 3023 oddanych w Łabędach głosów, 1683 padło za Polską, 1332 za Niemcami, a 8 było nieważnych.
W czasie III powstania śląskiego w Łabędach w dniu 4 maja 1921 roku miały miejsce zacięte walki pułku gliwickiego Stanisława Mastalerza z niemieckimi bojówkami i policjantami. W ich wyniku wzięto do niewoli 100 Niemców. Łabędy znajdowały się w rękach polskich aż do zakończenia III powstania. Ostatecznie wraz z całym powiatem gliwickim zostały przyznane stronie niemieckiej.
W 1945 roku istniał tu prowadzony przez NKWD obóz przejściowy dla ludności śląskiej i Niemców. Przeszło przez niego kilka tysięcy osób. Internowanych w tym obozie wywieziono do pracy w głąb ZSRR.

### Kalendarium
- III / IV wiek – prawdopodobne powstanie osady
- XIII wiek – prawdopodobne erygowanie parafii i budowa pierwszego kościoła
- 1900 – założenie Związku Pszczelarzy, jedynego takiego polskiego związku na Śląsku
- 1938 – rozpoczęcie budowy stalowni martenowsko-elektrycznej nieopodal Herminen-Hütte (obecnie COGNOR Ferrostal Łabędy)
- 1945–1954 – siedziba wiejskiej gminy Łabędy
- 7 maja 1946 – oficjalne nadanie obecnej nazwy[13]
- 1951 – powstanie Zakładów Mechanicznych ŁABĘDY (obecnie Zakłady Mechaniczne BUMAR–ŁABĘDY S.A.)
- 1954–1964 – samodzielne miasto, 1959–64 częścią miasta była Czerwionka
- 31 grudnia 1964 – przyłączenie do Gliwic[14]
- październik 1998 – otwarcie fabryki Opla na terenie Katowickiej Specjalnej Strefy Ekonomicznej – Podstrefa Gliwice

## Edukacja

### Przedszkola
- Przedszkole Miejskie nr 34 im. Kubusia Puchatka
- Przedszkole Miejskie nr 37
- Przedszkole Miejskie nr 38

### Szkoły podstawowe
- Szkoła Podstawowa Numer 29
- Szkoła Podstawowa Numer 32 im. Wojska Polskiego
- Szkoła Podstawowa Numer 38

### Licea ogólnokształcące
- VI Liceum Ogólnokształcące w ZSO–2

W Łabędach znajdował się również ośrodek szkolno-wychowawczy, który został zlikwidowany.

## Kościoły i związki wyznaniowe

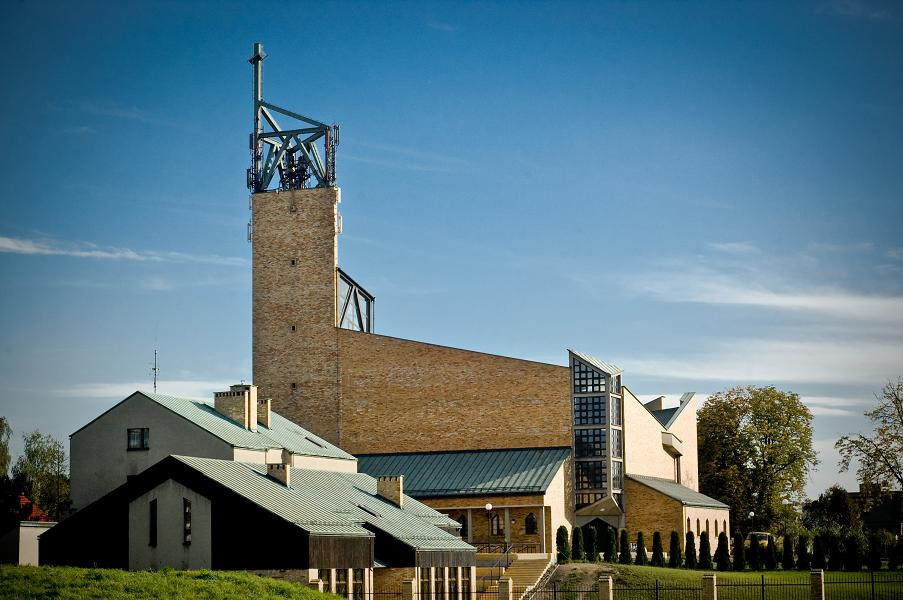
Kościół św. Anny w Łabędach (2010)

### Rzymskokatolickie
- Parafia św. Anny
- Parafia św. Jerzego w Gliwicach-Łabędach
- Parafia Wniebowzięcia Najświętszej Maryi Panny w Gliwicach-Łabędach

### Ewangelicko-Augsburski
- Kościół Ewangelicki Marcina Lutra

## Cmentarze
- Cmentarz komunalny przy ul. Wrzosowej (Kościół św. Jerzego)
- Cmentarz parafialny przy ul. Klasztornej (Kościół Wniebowzięcia NMP)

## Turystyka

### Szlaki turystyczne
- – Szlak Ziemi Gliwickiej
- – Szlak Okrężny Wokół Gliwic

### Inne trasy
- Gliwicka trasa geoturystyczna (Trasa I – Śladami głazów narzutowych)

## Rekreacja
Od lat czterdziestych XX wieku działa Łabędzkie Towarzystwo Sportowe, które początkowo było jedynie klubem piłkarskim, a obecnie oferuje aktywny wypoczynek w postaci: koszykówki, piłki siatkowej i tenisa ziemnego.
Dzielnica jest miejscem do wycieczek rowerowych oraz kolarstwa górskiego, gdyż w lesie łabędzkim znajduje się dużo wzniesień oraz lejów po bombardowaniu z okresu II wojny światowej.

## Sport
W Łabędach działa klub piłkarski Łabędzkie Towarzystwo Sportowe Łabędy Gliwice, grający w sezonie 2024/2025 w klasie okręgowej w grupie  śląskiej I. Klub założono w 1956, a zawodnicy grają w barwach biało-niebieskich. Klub posiada stadion o pojemności 1200 osób i wymiarach płyty boiska 105 × 72 m.
Od 2014 do 2018 roku w mieszczącej 400 widzów hali Centrum Sportowo-Kulturalnego „Łabędź” położonej w Łabędach przy ulicy Partyzantów 25 swoje mecze rozgrywał klub koszykarski GTK Gliwice.
Od 2016 roku działalność w dzielnicy rozpoczęła Śląska Akademia Futbolu, która szkoli chłopców do lat 10 oraz dziewczyny w piłce nożnej oraz futsalu. Akademia posiada także sekcję siatkonogi. Treningi odbywają się na boisku miejskim przy ul. Fiołkowej. Akademia gra w niebiesko-żółtych barwach.
W hali "Łabędź" swoje mecze rozgrywają tenisiści stołowi KTS-u Gliwice.

## Transport

### Drogowy
Położenie Łabęd w centrum gospodarczym Śląska (GOP) powoduje, że jest to miejsce o wyjątkowo dobrze rozbudowanej sieci dróg. To przez Łabędy lub w ich pobliżu przebiegają ważne szlaki komunikacyjne (kolejowe i drogowe). Łabędy są dobrze skomunikowane z innymi dzielnicami Gliwic oraz sąsiednimi miastami przez komunikację miejską.
Wzdłuż części granic dzielnicy przebiega ul. Toszecka – droga wojewódzka nr 901, łącząca Gliwice z Olesnem, oraz droga krajowa nr 88 prowadząca ze Strzelec Opolskich do Bytomia.

### Kolejowy
W Łabędach znajduje się stacja kolejowa Gliwice Łabędy i w rejonie Bumaru Łabędy przystanek kolejowy Gliwice Kuźnica.

### Wodny
Przez dzielnicę przepływa Kanał Gliwicki, dzięki któremu Gliwice oraz Górnośląski Okręg Przemysłowy ma połączenie z zespołem portowym Szczecin–Świnoujście oraz z innymi europejskimi drogami wodnymi.